# Tadeusz Bolesta-Koziebrodzki
Tadeusz hrabě Bolesta-Koziebrodzki (německy Thaddäus Joseph Eduard Maria Graf von Bolesta-Koziebrodzki, polsky Tadeusz Józef Maria hrabia Koziebrodzki z Koziebród Boleścic) (28. března 1860 Chlebów – 30. června 1916 Tübingen) byl polský šlechtic a rakousko-uherský diplomat. Jako absolvent práv vstoupil do služeb ministerstva zahraničí a zastával nižší funkce v řadě evropských metropolí. V letech 1905–1909 byl generálním konzulem v Egyptě a nakonec vyslancem ve Württembersku (1909–1916).

## Biografie

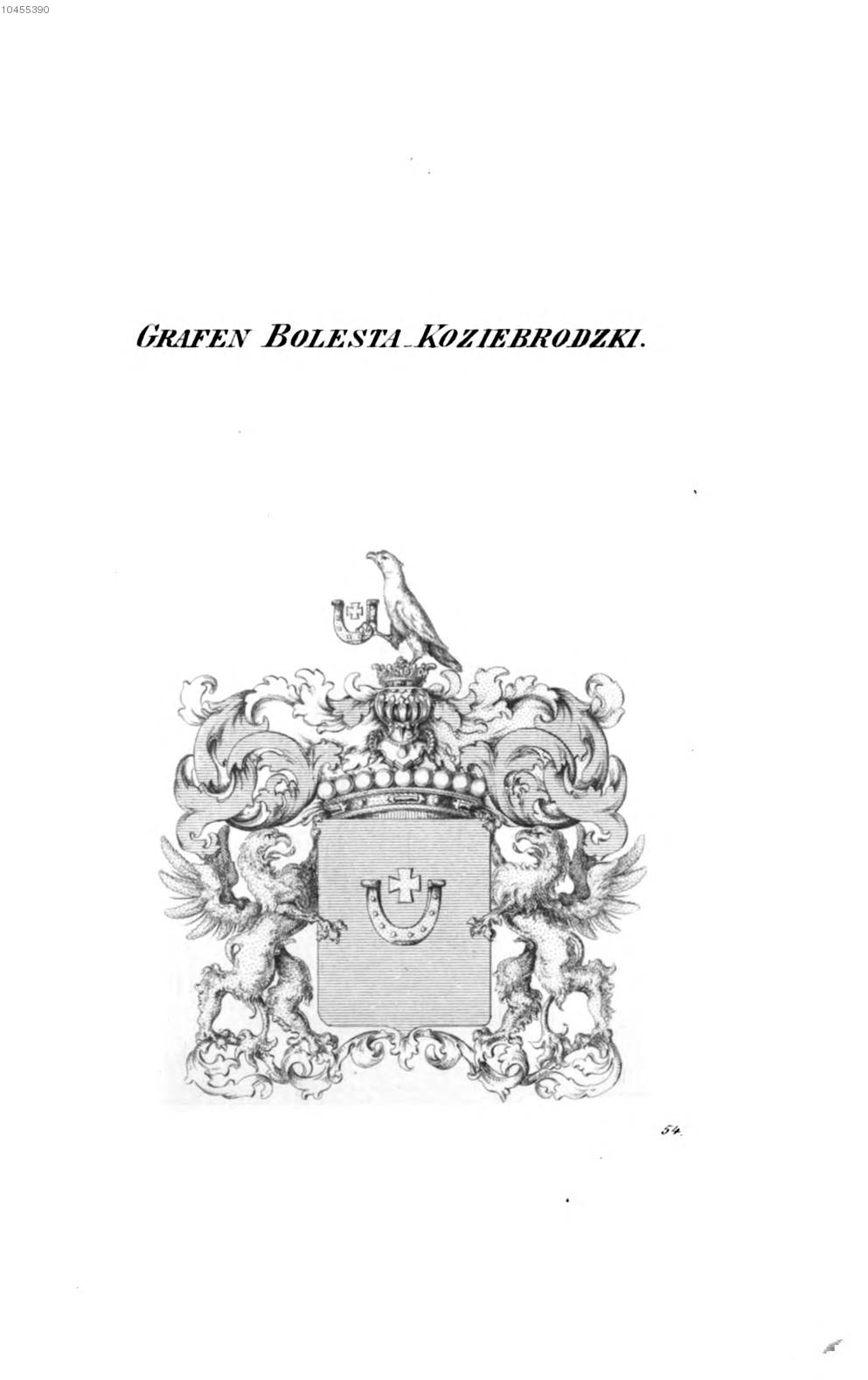
Erb rodu Bolesta-Koziebrodzki

Pocházel ze staré haličské šlechtické rodiny, narodil se jako nejstarší ze čtyř synů hraběte Felixe Emericha Koziebrodzkiho (1828–1900) a jeho manželky Olgy, rozené hraběnky Golejewske (1834–1908). Studoval práva na Karlově univerzitě v Praze (1877–1881), doktorát nakonec získal na Jagellonské univerzitě v Krakově. Během studií absolvoval jednoroční službu v c. k. armádě a dosáhl hodnosti poručíka (1880) u 10. pluku dragounů. V roce 1883 složil diplomatické zkoušky a vstoupil do služeb ministerstva zahraničí. Začínal jako atašé v Bruselu (1884) a Londýně (1884–1888), poté působil v Paříži a Istanbulu. Jako vyslanecký tajemník byl v roce 1893 přeložen do Drážďan, poté znovu působil v Londýně a Bruselu, kde obdržel titul legačního rady I. kategorie.
V letech 1903–1904 byl velvyslaneckým radou s titulem zplnomocněného ministra v Paříži. V roce 1904 byl jmenován generálním konzulem v Káhiře, kde o rok později získal titul vyslance a zplnomocněného ministra. Vykonal několik cest po severní Africe a mimo jiné jménem Rakouska-Uherska podpořil výstavbu katolické katedrály sv. Matouše v Chartúmu (1908). V roce 1909 byl povolán zpět do Evropy a do roku 1916 zastával funkci vyslance v Württemberském království. Ze Stuttgartu zároveň řídil i diplomatické zastoupení v Bádensku a Hesensku. Mezitím v roce 1911 vedl rakousko-uherskou delegaci na korunovaci siamského krále Vajiravudha. Cestou se nakazil malárií a od té doby se u něj stupňovaly zdravotní problémy. Zemřel v Tübingenu nedaleko Stuttgartu 30. června 1916 ve věku 56 let. 
Po otci byl dědicem velkostatku Sapohów (dnes Sapohiv na Ukrajině), kde měl k dispozici dnes již neexistující klasicistní zámek.
Jeho bratranec Leopold Bolesta-Koziebrodzki (1855–1939) byl také rakousko-uherským diplomatem, vyslancem v Argentině, Maroku a Portugalsku.

## Tituly a ocenění
Byl nositelem šlechtického titulu hraběte, který byl po prvním dělení Polska uznán v roce 1781 pro Halič jako součást habsburské monarchie. Jako příslušník starého šlechtického rodu byl v roce 1885 jmenován c. k. komořím, po návratu z Thajska mu byl udělen titul c. k. tajného rady s nárokem na oslovení Excelence (1912). Během diplomatické kariéry získal několik vyznamenání v Rakousku-Uhersku a v zahraničí. Postupoval také v hodnostech jako důstojník v záloze, byl povýšen na nadporučíka a nakonec na rytmistra.

### Rakousko-Uhersko
- rytířský kříž Leopoldova řádu (1898)
- Jubilejní pamětní medaile (1898)

### Zahraničí
- velkokříž Řádu svatého Řehoře Velikého (Papežský stát)
- velkodůstojník Řádu čestné legie (Francie)
- Řád Medžidie I. třídy (Osmanská říše)
- Řád Osmanie I. třídy (Osmanská říše)
- velkodůstojník Leopoldova řádu (Belgie)
- velkokříž Fridrichova řádu (Württembersko)
- velkokříž Řádu zähringenského lva (Bádensko)
- rytíř Řádu Albrechtova (Sasko)
- rytíř Vévodského sasko-ernestinského domácího řádu (Sasko-Altenbursko)